# Сеть финансовой безопасности
Сеть финансовой безопасности (англ. Financial Safety Net) — совокупность мероприятий, обеспечивающих стабильность финансового положения на случай непредвиденных негативных событий, на черный день. Сеть финансовой безопасности может быть построена как для отдельного домохозяйства, так и для страны в целом. После мирового финансового кризиса 2008 года, страны мира начали создавать Глобальную сеть финансовой безопасности. 

## Происхождение термина
Термин возник от английского словосочетания Safety Net, которая означает страховочную (защитно-улавливающую) сеть, спасающую от травм и гибели при падении с высоты. В экономике активно используется словосочетание Social Safety Net — сеть социальной безопасности, означающее социальное страхование и социальную поддержку на случай потери работы, потери трудоспособности, выхода на пенсию и т.п. После финансового кризиса 2008 года термин стал активно использоваться применительно к общественным финансам. Он означает необходимость создания финансовой подушки безопасности на случай кризисов и других неблагоприятных событий. Свою собственную сеть финансовой безопасности может построить каждый человек (домохозяйство).

## Личные финансы
В личных финансах сеть финансовой безопасности включает в себя планирование семейного бюджета, снижение задолженности по кредитам, формирование резервов на черный день. Кроме того, следует осуществлять долгосрочные накопления на старость.

## Глобальная сеть
Глобальная сеть финансовой безопасности – это международная система финансовых институтов, обеспечивающая финансовую поддержку странам в случае кризиса или для его предотвращения. Глобальная сеть является аналогом страхования в виде валютных, банковских или суверенных заимствований. Сеть помогает решать следующие задачи:
- финансовая помощь, предоставляемая в целях для предотвращения или профилактики финансового кризиса;
- финансовая помощь, предоставляемая в целях борьбы с кризисом или смягчения его последствий для экономики;
- помощь в разработке и проведении ответственной макроэкономической политики.

До недавнего времени главным кредитором последней инстанции в мире был Международный валютный фонд. Одной из его основных задач была финансовая помощь странам, оказавшимся в кризисной ситуации. Глобальная сеть предлагает альтернативные варианты помощи. Она предусматривает формированию национальных валютных резервов и заключение двусторонних соглашений между центральными банками об открытии своп-линий. Благодаря им обеспечивается запас ликвидности и возможность ее предоставления нуждающейся стране. Могут создаваться также региональные финансовые механизмы. Примером такого механизма может служить Евразийский банк развития, который наделен полномочиями по содействию странам-участницам в преодолении последствий глобального кризиса, обеспечение долгосрочной устойчивости их экономик, содействие интеграционным процессам в регионе. Он носит название Евразийского фонда стабилизации и развития. Его по объем составляет 8,5 млрд. долл. США.